# Джордж Шрот
Джордж Шрот (англ. George Schroth, 31 грудня 1899 — 26 січня 1989) — американський ватерполіст.
Бронзовий призер Олімпійських Ігор 1924 року, учасник 1928 року.